# Adolf Freunthaller
Adolf Freunthaller (* 29. März 1887 in Mauer bei Amstetten, Niederösterreich; † 1. März 1965 Wien) war ein österreichischer Pädagoge, Sonderschuldirektor und Wiener Schulrat. Er war ein bedeutender Gehörlosenpädagoge der Zwischenkriegszeit in Österreich.

## Leben
Freunthaller war Gehörlosenlehrer in Wien. In den frühen 1920er Jahren entwickelte er zusammen mit Fritz Pifl (auch Fritz Biffl) den 1916 in Wien entstandenen ersten Kindergarten für hörgeschädigte Kinder innerhalb des deutschen Sprachgebietes zu einer mutterschulgemässen Sprachvorschule.
1925 bis 1938 leitete er als Nachfolger von Viktor Urbantschitsch die Städtische Taubstummenanstalt in Wien-Döbling. Von ihm stammt auch die später von seiner Nichte Susann Schmid-Giovannini, einer Pionierin der auditiv-verbalen Erziehung, noch einige Zeit eingesetzte „Signal-Methode“.
Von den Nazis wurde er als unwürdig zur Erziehung deutscher Kinder erklärt, weil er Freimaurer war und auch jüdische Kinder unterrichtete. Er entkam nur durch einen Zufall der Verhaftung.
1949 war er von der Gemeinde gebeten worden, beim neu entstandenen Sonderkindergarten Schweizer Spende in Wien, dem ersten Sonderkindergarten für Hörgeschädigte im deutschen Sprachraum, in den ersten Jahren beim Aufbau mitzuarbeiten. Dort empfahl er – im Sinne Urbantschitschs – das Restgehör für die Lautsprache mit einem Stethoskop als Hörverstärkung zu schulen.
1952 wurde er in die Türkei berufen, wo er mit einheimischen Lehrern, die bereits in der Sonderpädagogik tätig waren oder auf diesem Gebiet arbeiten wollten, ein Lehrertrainingsprogramm durchführte. Einige seiner Bücher waren auf Türkisch übersetzt worden.

## Werk
Freunthallers Tätigkeit hing eng mit der Geschichte der Wiener Gehörlosen während des Roten Wiens zusammen: Um 1919 organisierte der Wiener Taubstummenrat eine große Massenversammlung der Gehörlosen, bei der erstmals in der Geschichte der Wiener Gehörlosenbewegung fast alle damals lebenden Gehörlosenlehrer von Speising (mit Direktor Fritz Pifl), von Döbling (mit Direktor Kraft), von Fünfhaus (Direktor Schramke), von der Zinkgasse, von der Canisiusgasse (Direktor Wotypka) anwesend waren. Es wurde ein zukünftiges Programm verkündet, das unter anderem die Forderung nach der kombinierten Unterrichtsmethode (Laut- und Gebärdensprache) und die Einführung von ständigen Bildungsvorträgen für die Erwachsenen enthielt.
Im Herbst 1924 verlangten zwei Vertreter der Wiener Gehörlosen ein Lokal, um die Bildungs- und Fürsorgearbeiten für die schulentlassenen und erwachsenen Gehörlosen Wiens durchführen zu können. Als der neue Direktor der Städtischen Taubstummenanstalt in Döbling, Freunthaller vom Anliegen der Wiener Gehörlosen erfuhr, kümmerte er sich persönlich um die Interessen der Wiener Gehörlosen und half mit, ihre Wünsche zu verwirklichen. In der Folge entstand zwischen Stadtrat Julius Tandler und Freunthaller eine Interessen- und Arbeitsgemeinschaft, aus welcher später das Kuratorium der Städtischen Taubstummenfürsorgestelle hervorging.
1929 entstand auf Grund der Beschlüsse dieses Kuratoriums der Wiener Taubstummen-Fürsorgeverband WITAF (die Vorgängerorganisation, der Wiener Taubstummen-Unterstützungsverein wurde 1865 gegründet). Im ehemaligen Waisenhaus der Stadt Wien in der Gassergasse – Laurenzgasse 1 entstand ein für Bildungs- und Fürsorgezwecke sowie kulturelle Veranstaltungen geeignetes Heim für die Wiener Gehörlosen. Nach dessen Vollendung entfaltete der WITAF eine nie dagewesene Tätigkeit und konnte in kurzer Zeit von 900 – mittels Fragebogen erfassten – Gehörlosen 800 als Mitglieder gewinnen. Von der Mitgliederkartei erhielten die Städtische Taubstummenfürsorgestelle und Freundthaller Duplikate, aus welcher Freunthaller eine Sozialstatistik Die Taubstummheit auf Wiener Boden erstellen konnte.
Auf Empfehlung Freunthallers errichtete der WITAF eine Beratungsstelle für Taubstumme. Die neu gegründete Bildungsstelle der WITAF, an denen die Direktoren Pifl und Freunthaller mitwirkten, konnte damals zahlreiche Vorträge und Fortbildungskurse, wie Deutsch, Esperanto, Französisch, Mathematik, Lebensführung und Gesundheitslehre usw. veranstalten.
Im Jahre 1938 wurde der Verein von den Nazis aus dem Vereinsregister gelöscht.

## Schriften
- Stellungnahme der Taubstummenlehrer zu den modernen Körpererziehungsfragen. Vortrag, 1914

- Der Kindergarten als Glied der Taubstummenbildung. Vortrag gehalten auf der Samuel Heinicke-Jubiläumstagung des Bundes deutscher Taubstummenlehrer Pfingsten 1927. Deutsches. Museum für Taubstummenbildung, 1927

- Der gegenwärtige Stand der Taubstummheit auf Wiener Boden. Eine im Auftrag des Kuratoriums für die Wohlfahrt der Taubstummen in Wien durchgeführte Untersuchung. Deutscher Verlag für Jugend und Volk, Wien 1933.

- Die Praxis des Artikulationsunterrichtes. In: Zeitschrift für Kinderforschung. Organ der Gesellschaft für Heilpädagogik und des Deutschen Vereins zur Fürsorge für Jugendliche Psychopathen Band: 45, 1936

- Der Aufbau der Sprache im taubstummen Kinde. Ausführlicher Arbeitsplan für den Sprachunterricht an einer 10-klassigen Taubstummenschule, 1936.